# Okotoks
Okotoks is een plaats (town) in de Canadese provincie Alberta en telt 17145 inwoners (2006). Okotoks bevindt zich in Foothills County, een municipal district net ten zuiden van Calgary.
's-Werelds grootste zwerfsteen, met een geschat gewicht van 16500 ton, is Big Rock, te vinden nabij Okotoks.